# Sœurs des pauvres de Saint François
Les sœurs des pauvres de Saint François (en latin : Sororum Pauperum Sancti Francisci) forment une congrégation religieuse féminine hospitalière de droit pontifical.

## Historique

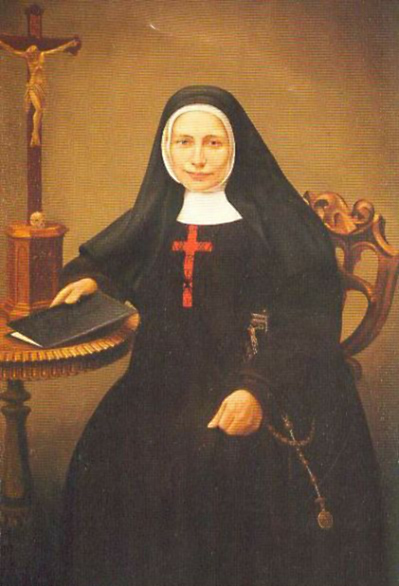
Françoise Schervier, fondatrice de la congrégation

Le 3 octobre 1845, Françoise Schervier décide avec quatre jeunes femmes de mener une vie communautaire dans une maison d'Aix-la-Chapelle et de prendre soin d'ex-prostituées. Elles sont affiliées aux franciscains dès 1846.
En 1848, après la révolution de mars, le roi de Prusse, Frédéric-Guillaume IV, autorise la création de l'institut pour la prise en charge des femmes vulnérables. Une épidémie de choléra menaçant la ville, Françoise demande au maire de pouvoir prendre soin de futurs malades, le premier cas de choléra dans la ville ayant été annoncé le 5 juillet 1849, l'épidémie dure 169 jours. Le 2 juillet 1851, la communauté est approuvée par l'archevêque de Cologne, le cardinal Johannes von Geissel puis le 6 août 1852, les sœurs achètent la maison-mère de Kleinmarschierstraße.
Avec le renforcement de la communauté, la congrégation religieuse fonde deux maisons à Cologne pour les soins à domicile des malades. En 1853, les sœurs ont la gestion de l'hôpital Marienhospital à Burtscheid. D'autres maisons sont ouvertes à Coblence, Bonn, Juliers, Mayence, Ratingen Krefeld, Kaiserswerth, Siegburg. Le 19 août 1858, un premier groupe de sœurs quitte Aix-la-Chapelle pour les États-Unis et arrive le 10 septembre à Cincinnati (Ohio). En 1870, la congrégation doit faire face au Kulturkampf.
L'institut reçoit du pape Pie IX le décret de louange en août 1870, il est approuvé définitivement le 12 octobre 1901 par Léon XIII. Le 6 octobre 1908, les constitutions sont approuvées par le Saint-Siège puis révisées le 25 juin 1930.
En 1959, la province américaine obtient d'être détachée de celle d'Allemagne, les sœurs de la nouvelle congrégation prennent le titre de sœurs Franciscaines des Pauvres avec siège central à New York.

## Activités et diffusion
Les sœurs des Pauvres de Saint-François sont actives dans les soins de santé et en faveur des exclus.
Les religieuses sont présentes en Allemagne, en Belgique, au Danemark et en Russie. 
La maison généralice est à Aix-la-Chapelle. 
En 2017, la congrégation comptait 220 sœurs dans 25 maisons.